# 23 Dywizja Strzelecka (ZSRR)
23 Dywizja Strzelecka (ros. 23-я стрелковая дивизия, 23 DS) – związek taktyczny piechoty Armii Czerwonej.
W 117 pułku strzeleckim należącym do 23 Dywizji Strzeleckiej służył Władimir Salbijew, snajper mający ponad 500 śmiertelnych trafień.

## 23 Dywizja Strzelecka (1. formowania)
23 Charkowska Dywizja Strzelecka odznaczona Orderami Czerwonego Sztandaru i Lenina (ros. 23-я стрелковая Харьковская ордена Ленина Краснознамённая дивизия).
W 1939 jednostka brała udział w agresji na Polskę.
W czerwcu 1941 pod dowództwem płk. W. F. Pawłowa w składzie 11 Armii (Front Północno-Zachodni). 
W styczniu 1942 Dywizja walczyła w składzie 3 Armii Uderzeniowej. W 1943 uczestniczyła w likwidacji okrążonej pod Stalingradem niemieckiej 6 Armii. 13 stycznia wraz z innymi dywizjami zdobyła lotnisko Pitomnik. 
1 marca 1943 została przemianowana na 71 Gwardyjską Dywizję Strzelecką (ros. 71-ю гвардейскую стрелковую дивизию).

## 23 Dywizja Strzelecka (2 formowania)
Po raz drugi 23 Dywizja Strzelecka został sformowana 2 maja 1943 w Stepowym Okręgu Wojskowym. Bazę formowania stanowiły 7 Brygada Strzelecka i 76 Brygada Piechoty Morskiej.
6 listopada 1943 dywizja otrzymała nazwę wyróżniającą "Kijowska", a 13 listopada 1943 kolejną nazwę wyróżniającą - "Żytomierska".
W 1944 Dywizja została odznaczona Orderem Czerwonego Sztandaru. 26 stycznia 1945 została odznaczona Orderem Kutuzowa II klasy, a 19 lutego 1945 - Orderem Suworowa II klasy.
Po otrzymaniu nazw wyróżniających i odznaczeniu orderami pełna nazwa dywizji brzmiała: 23 Kijowsko-Żytomierska Dywizja Strzelecka odznaczona Orderami Czerwonego Sztandaru, Suworowa i Kutuzowa (ros. 23-я стрелковая Киевско-Житомирская, Краснознамённая, орденов Суворова, Кутузова дивизия).
Na podstawie dyrektywy Stawki Naczelnego Dowództwa z 29 maja 1945 dywizja została rozformowana.

## Dowódcy dywizji
- kombrig Wasilij Pawłow (był w 1939)[2]

## Struktura organizacyjna
- Dowództwo 23 Dywizji Strzeleckiej
- 89 Pułk Strzelecki
- 117 Pułk Strzelecki
- 225 Pułk Strzelecki
- 211 Pułk Artylerii
- 226 Pułk Artylerii
- dywizjon przeciwpancerny
- dywizjon artylerii przeciwlotniczej
- batalion rozpoznawczy
- batalion saperów